# موانا (فلم 2016)
موانا (بالإنجليزية: Moana) وهي كلمة ماورية تعني المحيط هو فيلم بارز رسوم متحركة ثلاثي الأبعاد غنائي ومغامرة فانتازيا كوميدي أمريكي وهو الفيلم رقم 56 من سلسلة شركة والت ديزني لأفلام الرسوم المتحركة الطويلة الصادرة عن استوديوهات والت ديزني للرسوم المتحركة. تم اصداره في عام 2016، وهو من إخراج رون كليمنتس وجون موسكر اللذان عملا على إخراج عدة عنواين كبرى لنفس الاستوديوهات تضمنت فيلم علاء الدين وحورية البحر وكوكب الكنز المفقود. حصل الفيلم على إخراج مساعد من قبل دون هال وكريس وليامز، ويستند قصة الفيلم على شخصيات في الأساطير البولينيزية. ويقوم بأداء الأصوات بالنسخة الأصلية أولي كروفاليو، دوين جونسون، راشيل هاوس ،تيمويرا موريسون. بينما يقوم بإداء الأصوات في النسخة العربية لمى صبري، كارمن سليمان، عبدالله سعد وأمل أسعد. تمت كتابة الأغاني المضمنة فالفيلم من قبل لين مانويل ميراندا وأوبيتايا فوائي ومارك مانسينا.

## قصة الفيلم
منذ آلاف السنوات، توقفت رحلات البحارة مستكشفي الجزر نتيجة بزوغ تي كا عقب سرقة ماوي قلب تي فيتي رازقة الحياة، واستقر أهل الترحال في جزيرة موتونوي وكانت موانا بحارة شديدة الحماس والابنة الوحيدة لقائد الملاحين وزعيم الجزيرة تو وي، وحينما تصبح عائلتها في حاجة إلى مساعدتها تقرر موانا الخروج في رحلة ملحمية تواجه من خلالها الأرواح العالقة والآلهة لكي تحمي أهلها من خطر الموت المحتوم من وحش الحمم تي كا. فتنطلق مسرعة نحو ماوي لتطلب منه إعادة قلب تي فيتي لها كي يتوقف الخراب المحل بالمحيط وترزق تي فيتي الحياة للأرض من جديد!

## الأحداث
يبدأ فيلم موانا مستعرضًا أغنية مبنية على موسيقى جزر المحيط الهاديء مع ظهور شعار بداية الفيلم تتبعه نظرتنا الأولى على قصة تاريخية تحكيها الجدة تالا عن تاريخ الجزر. تحكي تالا قائلةً عن أن موقع المحيط كان خاليًأ من الجزر حتى بزغت فيه رازقة الحياة تي فيتي ومنها ظهرت الجزر بكل مكان، لكن معه ظهرت الأخطار نتيجة رغبة الطامعين في أخذ قلبها معتقدين أن هذا سيمنحهم القوة لخلق الحياة بأنفسهم، حلق أكثرهم شجاعة ماوي نحوها وسرق القلب لكن في أثناء هروبه ظهر تي كا وحش الحمم ونتيجة صاعقة، غرق قلب تي فيتي وخطاف ماوي السمكي، وتعاود الحديث عن وجوب إتيان بطل يخلص الجزيرة من الخراب المحتوم ويعبر الشعب ويأتي بماوي ويجعله يعيد القلب. يقاطع الزعيم توي أمه تالا ليخبرها بأنه لا أحد يعبر الشعب. ونرى بعد ذلك موانا في سن الطفولة، تلعب بجوار المحيط وتساعد أحد السلاحف الصغار في عبور المحيط متجنبًا خطر النسور. ليعطي المحيط موانا قلب تي فيتي عقب إختياره لها. رغم ذلك تخسر موانا القلب عند مجيء والدها توي نتيجة وقوعه منها بينما تحتفظ به الجدة تالا.

## النسخة العربية
تمت أعمال دوبلاج فيلم موانا في الإستوديو المصري مصرية ميديا، باللغة العربية الفصحى المهجنة بقليل من الجُمَل والنِكات بِاللهجةِ المِصرية.
تؤدي الدور الحواري لموانا في النسخة العربية إلهام صبري (قبل تغيره) أو لمى صبرى (بعد تغير أسمها)، أدت إلهام سبقًا عدة أدوار في عدة أعمال لشركة والت ديزني تضمنت دورها في إلسا الصغيرة من فيلم ملكة الثلج، آمبر من مسلسل قناة ديزني صوفيا الأولى، إيزابيل من مسلسل قناة ديزني إلينا من آفالور ودوري المراهقة من فيلم بيكسار البحث عن دوري،
بينما تؤدي كارمن سليمان الدور الغنائي لنفس الشخصية. يؤدي دور ماوي مؤدي الأصوات عبدالله سعد مؤدي دور ريموند من فيلم ديزني الأميرة والضفدع، عثمان من فيلم حورية البحر، العم دهب من مسلسل ميكي ماوس ورافيكي من قيادة الأسد الحارس. تقوم آمل أسعد بأداء دور الجدة تالا.
تم تسليم مهمة أعداد النص العربي والأشعار للكاتبة والمؤدية زينب مبارك، التي أدت في أفلام ديزني مجموعة من الأصوات المختلفة تضمنت الملكة كلثوم من سلسلة أفلام تنة ورنة بنسختها الرسمية ونسخة تلفزيون جيم، ملعونة من فيلم الأميرة النائمة، ماجي من مزرعة في خطر، خوخة من البحث عن نيمو والبحث عن دوري، جرجه من أوليفر وشركاه، جواهر من النبيلة والشارد 2: أنطلاقة سهم، كابتن أمينة من كوكب الكنز المفقود، روزي من حياة حشرة، والدة بامبي من بامبي، كما تولت مهما أعداد النص العربي لعدة أفلام تضمنت مولان، موانا، بينوكيو، الأميرة والضفدع، أليس في بلاد العجائب، النسخة العربية الفصحى لدار الأشرار وغيرها من الأعمال المميزة. تم أخراج الفيلم حواريًا على يد المخرجة أسماء سمير، والتي قد تولت سبقًا مهمة أخراج عدة أفلام مختلفة تضمنت فيلم دريم ووركس كيف تروض تنينك وفيلم ميجامايند وفيلم الوحوش ضد الكائنات الفضائية، ومن أفلام ديزني حكاية لعبة 3، ملكة الثلج، كابوس قبل ليلة الميلاد ومسلسل جايك وقراصنة أرض الأحلام وغيرهم. تم أخراج جميع الأغاني على يد المخرجة الموسيقية جيهان الناصر، والتي لا طالما عملت في مجال الإخراج الموسيقى والأداء وأخرجت سبقًا فيلم بوكاهونتاس غنائيًا، فيلم رابونزل، ملكة الثلج، تنة ورنة، أحدب نوتردام، حكاية لعبة، حكاية لعبة 2، حكاية لعبة 3، ويني الدبدوب، أسطورة طرزان، البحث عن دوري، أحدب نوتردام 2، أسطورة ميريدا، الأسد الملك II: عهد سمبا، كما أدت الدور الغنائي لكل من إزميرالدا من فيلم أحدب نوتردام (فيلم 1996) وميجارا من فيلم هرقل، الدور الحواري والغنائي لكوكبة من الفرسان الثلاثة، مذر جوثل من فيلم رابونزل، الغناء المنفرد من سلسلة تنة ورنة، الغناء المنفرد من نسخة تلفزيون جيم لفيلم أسطورة ميريدا، الصوت الحواري لكالوهون من فيلم رالف المدمر، مذيعة الراديو من فيلم مئة مرقش ومرقش، والدة دامبو من فيلم دامبو، والدة حازوقة من ثاني أجزاء كيف تروض تنينك ورابونزل من شريك الثالث. مع مشاركة خاصة من المايسترو والملحن ناير ناجي لإخراج النسخة العربية لأغنية عفوًا. رغم عدم عرض نسخته التي أخرجها حيث أعادت جيهان إخراجها بالكامل، تم وضع شكر له مع أسماء الطاقم نهاية الفيلم.
صدر الفيلم بنسخته العربية المعربة صوتيًا أول مرة على متجر الآي تيونز الإلكتروني بتاريخ 14 مارس من العام 2017. وصدر بعدها مباشرة باللغة العربية ضمن قرص البلو راي الروسي مصحوبًأ بفيلم مدبلج قصير تحت عنوان الذهاب لصيد السمك. صدر الفيلم على إصدار ملموس في الإسواق العربية بتاريخ 29 مارس 2017.
النسخة العربية من إنتاج ديزني كاراكتر فوسيس انترناشونال، بإشراف فني وأبداعي لفرجيني كورجيني وبوعلام لامين. تمت أعمال المزج الصوتي في ستوديوهات شبيرتون العالمية،
وتمت أعمال التعريب الصوتي والتسجيل بمصرية ميديا، مصر.

### الأداء الصوتي
- لوما صبري - موانا (حوار)
- كارمن سليمان - موانا (غناء)
- جمانة مدحت - موانا الصغيرة
- رنوة إيهاب - موانا الصغيرة (ضحكات)
- عبدالله سعد - ماوي
- زياد الشريف - الزعيم تو وي
- ناتالي آلان - سينا
- آمل أسعد - الجدة تالا
- مصطفى رشاد - تاماتوا
- معتز الشاذلي - قروي #1
- مروة فرج - قروي #2
- سمير فهمي - قروي #3
- هاني عبد الحي - صياد السمك
- مصطفى البراء
- سناء أحمد
- كريم واكد
- إياد وليد
- منة الله عادل
- إلهامي أمين
- هشام الجندي
- عزت غانم
- أميرة عامر
- نهى قيس

#### الأغاني العربية
- أغنية الجزيرة
غناء: كارمن سليمان، زياد الشريف، آمل أسعد، ناتالي آلان، نهى قيس، جمانة مدحت
- المجهول يناديني
غناء: كارمن سليمان
- نحدد الطريق
غناء: عكاشة علي
- المجهول يناديني (إعادة)
غناء: كارمن سليمان
- عفوًا
غناء: عبدالله سعد
- بريقي
غناء: مصطفى رشاد
- أنا موانا (أغنية الأجداد)
غناء: كارمن سليمان، آمل أسعد
- من أنت
غناء: كارمن سليمان
- نحدد الطريق (إعادة)
غناء: عكاشة علي

### معلومات إضافية
- أرادت المخرجة جيهان الناصر أن تقوم كارمن سليمان بأداء كل من الدور الغنائي والحواري، لكن نظرًا للموافقة المسبقة من ديزني على صوت لوما صبري لم تفز كارمن سوى بالصوت الغنائي.
- رأت ديزني والمخرجة أسماء سمير ضعف كارمن سليمان في الأداء الحواري، نفس الأمر حدث عام 2013 عندما رشحت لدور أنا من فيلم ملكة الثلج.
- ترشحت قبل لوما صبري لدور موانا عدة أصوات تضمنت منة هاني، أحد متسابقي برنامج ستار أكاديمي.
- في أغنية بريقي كان من المفترض لتاماتوا قول أحب الغذاء، خاصة النساء بدلًا من أنا كالسلطعون، دومًأ أكل بجنون. كما تم تغيير جملة "'هل نصحتك الجدة يوما بالإنصات"' لتصبح "'قالت جدتك عليك بالإنصات"'. على الرغم من هذا تم تغيرهما لاحقًأ.
- كان من المفترض كون النص بالكامل باللغة العربية الفصحى، إلا أن بعد إتمام كتابة النص طلبت ديزني تهجينه باللهجة المصرية.
- قدمت زينب مبارك إعتذارًا رسميًأ عن كلمات أغنية المجهول يناديني، حيث قالت أنها بذلت ما في وسعها رغم كون تقصير الجمل لتتناسب مع اللغة العربية مستحيلًأ من منظورها.
- تأثرت لوما صبري بشكل كبير بمشهد موت الجدة تالا، حيث تذكرت والدها المتوفى سابقًا.
- تم ترشيح كارمن سليمان من قبل أحد المعجبين وليست جيهان الناصر من جراء نفسها.
- قام المايسترو والملحن ناير ناجي بإخراج أغنية عفوًأ نظرًا لضيق الوقت. رغم ذلك أعادت تسجيلها من البداية المخرجة جيهان الناصر.
- لم تقم زينب مبارك بكتابة النص العربي كل من مشهد ما بعد أسماء الممثلين في نهاية الفيلم والفيلم القصير الذهاب لصيد السمك المدرج بإصدار قرص بلو راي حيث كتبتهم المشرفة عائشة سليم.
- في نهاية الفيلم يتم الإشارة من قبل تاماتوا لشخصية عثمان من فيلم حورية البحر. تمت المحافظة على المشهد حيث تغير الأسم من سباستيان -كما هو في النسخة الإنجليزية- إلى عثمان.
- رغم رغبة الكاتبة زينب مبارك في جعل الأغاني باللهجة المصرية مع الإبقاء على الحوار بالعربية الفصيحة، ترفض ديزني تمامًا إدخال إي جملٍ مصرية في النص العربي.
- ترشح قبل نتالي آلان لدور سينا كل من نهى فكري ودنيا أسامة.